# Bobowa (gemeente)
De gemeente Bobowa is een landgemeente in het Poolse woiwodschap Klein-Polen, in powiat Gorlicki.
De zetel van de gemeente is in Bobowa.
Op 30 juni 2004 telde de gemeente 9128 inwoners.

## Oppervlakte gegevens
In 2002 bedroeg de totale oppervlakte van gemeente Bobowa 49,84 km², waarvan:
- agrarisch gebied: 74%
- bossen: 16%

De gemeente beslaat 5,15% van de totale oppervlakte van de powiat.

## Demografie
Stand op 30 juni 2004:
| Omschrijving                   | Totaal | Totaal | Vrouwen | Vrouwen | Mannen | Mannen |
| ------------------------------ | ------ | ------ | ------- | ------- | ------ | ------ |
| eenheid                        | aantal | %      | aantal  | %       | aantal | %      |
| inwoners                       | 9128   | 100    | 4537    | 49,7    | 4591   | 50,3   |
| bevolkingsdichtheid (inw./km²) | 183,1  | 183,1  | 91      | 91      | 92,1   | 92,1   |

In 2002 bedroeg het gemiddelde inkomen per inwoner 1450,67 zł.

## Administratieve plaatsen (sołectwo)
Berdechów, Bobowa, Brzana (Brzana Dolna en Brzana Górna), Jankowa, Sędziszowa, Siedliska, Stróżna, Wilczyska.

## Aangrenzende gemeenten
Ciężkowice, Grybów, Korzenna, Łużna,